# Angela Brown
Angela Brown (Chicago, 1953 –) amerikai bluesénekesnő.

## Pályakép
Angela Brown gospel énekesként kezdte zenészpályát. Mindig közel állt hozzá a blues is. Kezdetben templomi énekes volt, színészórákon vett részt, majd néhány évig színésznőként dolgozott. Bessie Smith szerepét játszotta egy musicalben, és így került a blues közelébe. Csak 1980 körül énekelt bluest először, amikor Ma Rainey szerepét játszotta egy színpadi musicalben.
1982-ben az Erwin Helfer Band tagja lett. Először 1983-ban Európába ment a Chicago Blues All Stars tagjaként. Turnézott Erwin Helferrel és az International Blues Duoval. 1986-ban újabb sikeres turnén vett részt a Chicago Blues All Stars csapatával.
Angela Brown az 1990-es évek elején Németországba költözött, és azóta az európai dzsessz és blues színpad fontos énekese lett, fellépett a burghauseni nemzetközi jazzhéten, és a berlini Black Ladies fesztiválon. Dolgozott Christian Christl, Jan Luley és Christian Rannenberg zongoristákkal, Ulli Kronnal (Ulli Kron Trio).
Ralf Mähnhöfer személyes menedzsere lett.

## Albumok
- 1987: The Voice of Blues
- 1990: Rod Hot Five Mason & Angela Brown
- 1991: Wild Turkey ( + Christian Christl)
- 1993: Breath Taking Boogie Shaking Sänger & Albert C. Humphrey
- 1995: If I Hadn´t Been High
- 1999: Thinking Out Loud, & a The Mighty 45s
- 2000: Live
- 2004: Wings of Blues; Angela Brown & Jan Luley
- 2011: Live: In a Dangerous mood, & Ta he Mighty 45s

## Fordítás
Ez a szócikk részben vagy egészben  az   Angela Brown című német Wikipédia-szócikk ezen változatának fordításán alapul.  Az eredeti cikk szerkesztőit annak laptörténete sorolja fel. Ez a jelzés csupán a megfogalmazás eredetét és a szerzői jogokat jelzi, nem szolgál a cikkben szereplő információk forrásmegjelöléseként.